# Deutsche Ost-Afrika-Linie

Hausflagge der Deutsche Ost-Afrika-Linie

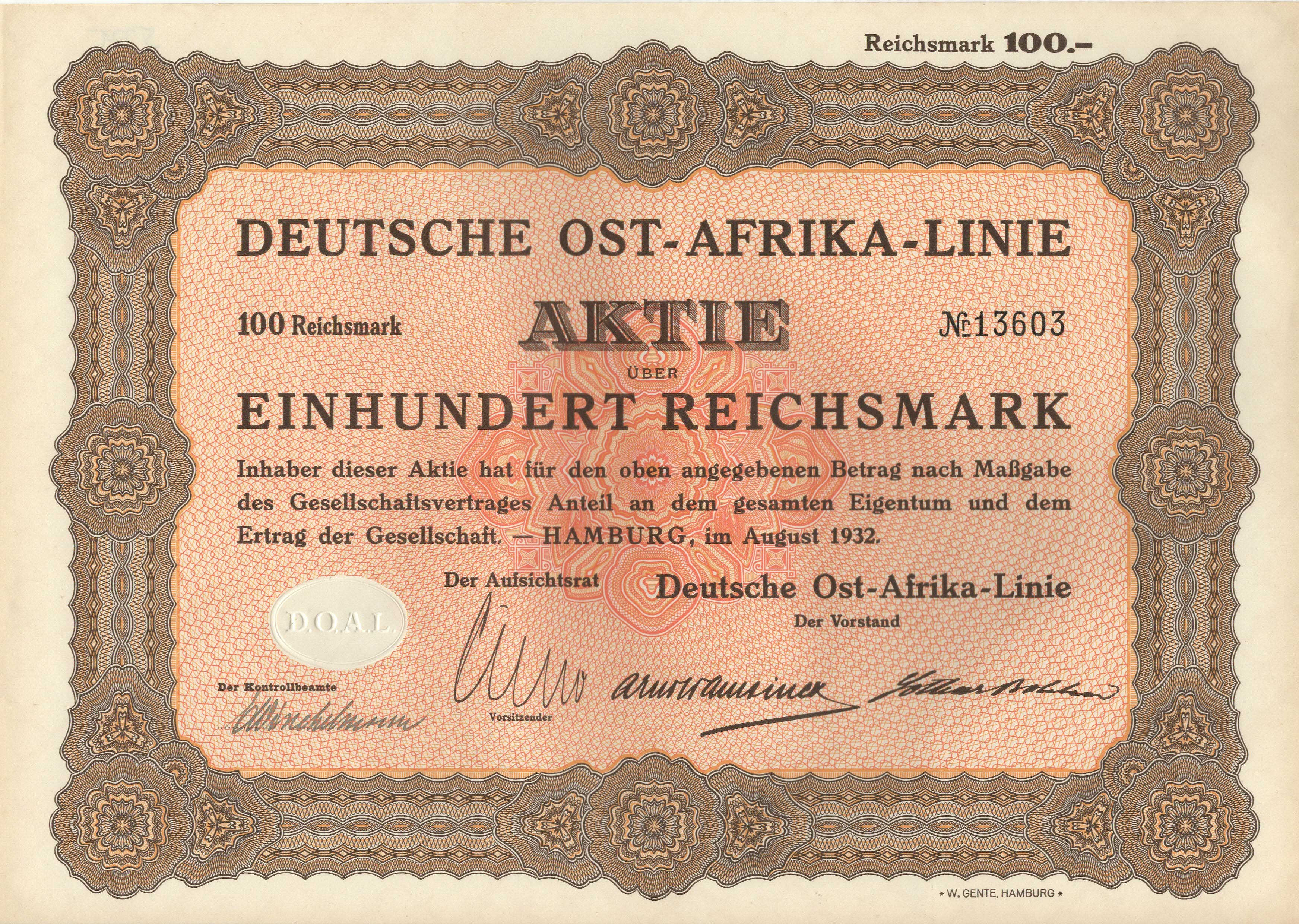
Aktie über 100 RM der Deutschen Ost-Afrika-Linie vom August 1932

Die Deutsche Ost-Afrika-Linie (DOAL) ist eine 1890 gegründete Hamburger Reederei, die heute als Deutsche Afrika-Linien weitergeführt wird. Sie ist Teil der Unternehmensgruppe Deutsche Afrika-Linien / John T. Essberger.

## Geschichte

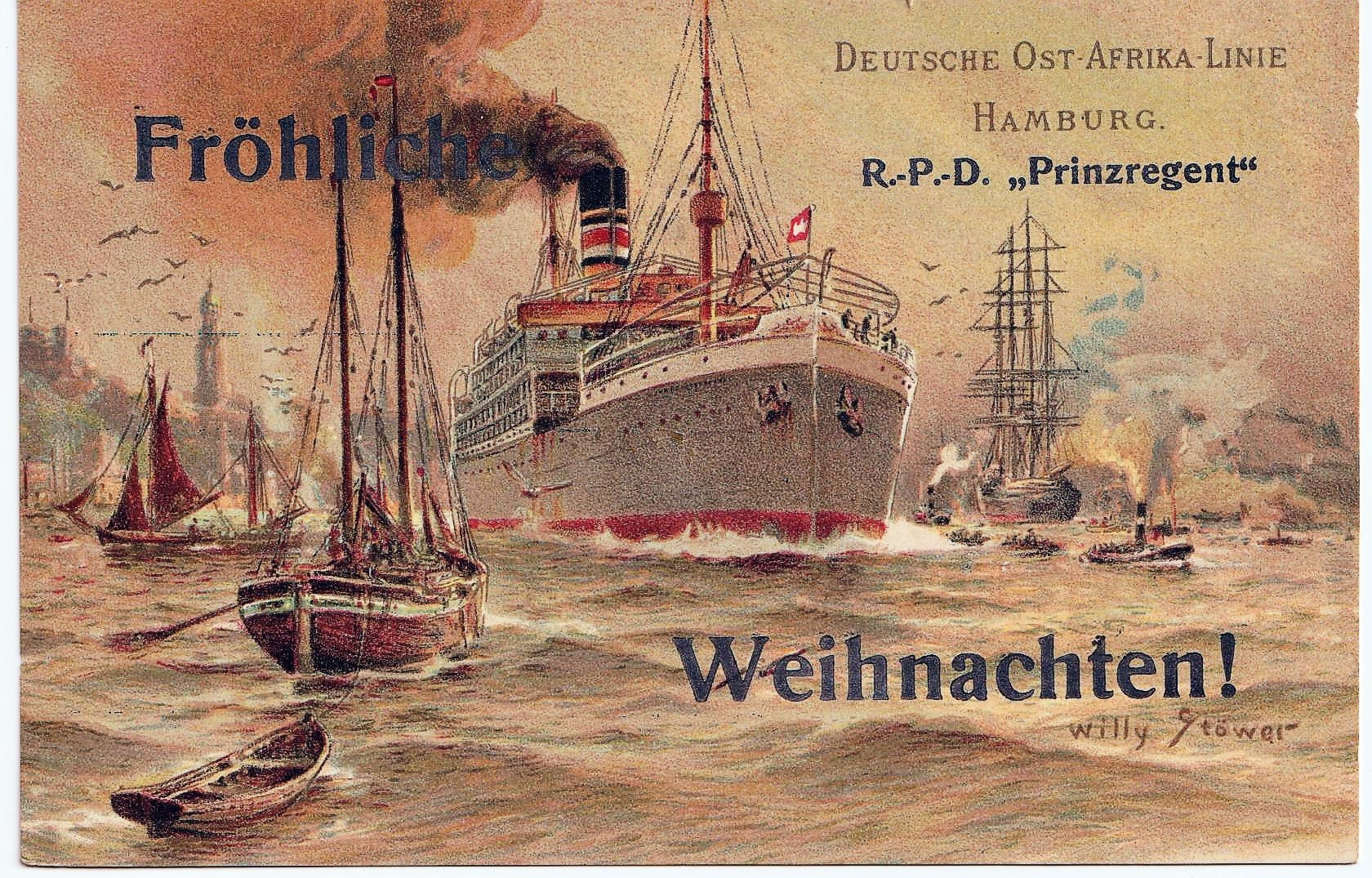
Postkarte der Deutschen Ost-Afrika-Linie, mit Dampfer Prinzregent, gemalt von Willy Stöwer

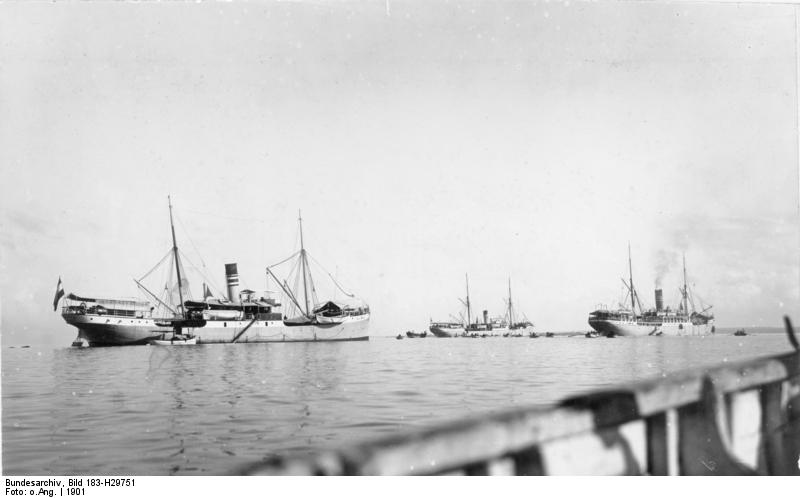
Dampfer der Deutschen Ost-Afrika-Linie im Hafen von Sansibar, 1901

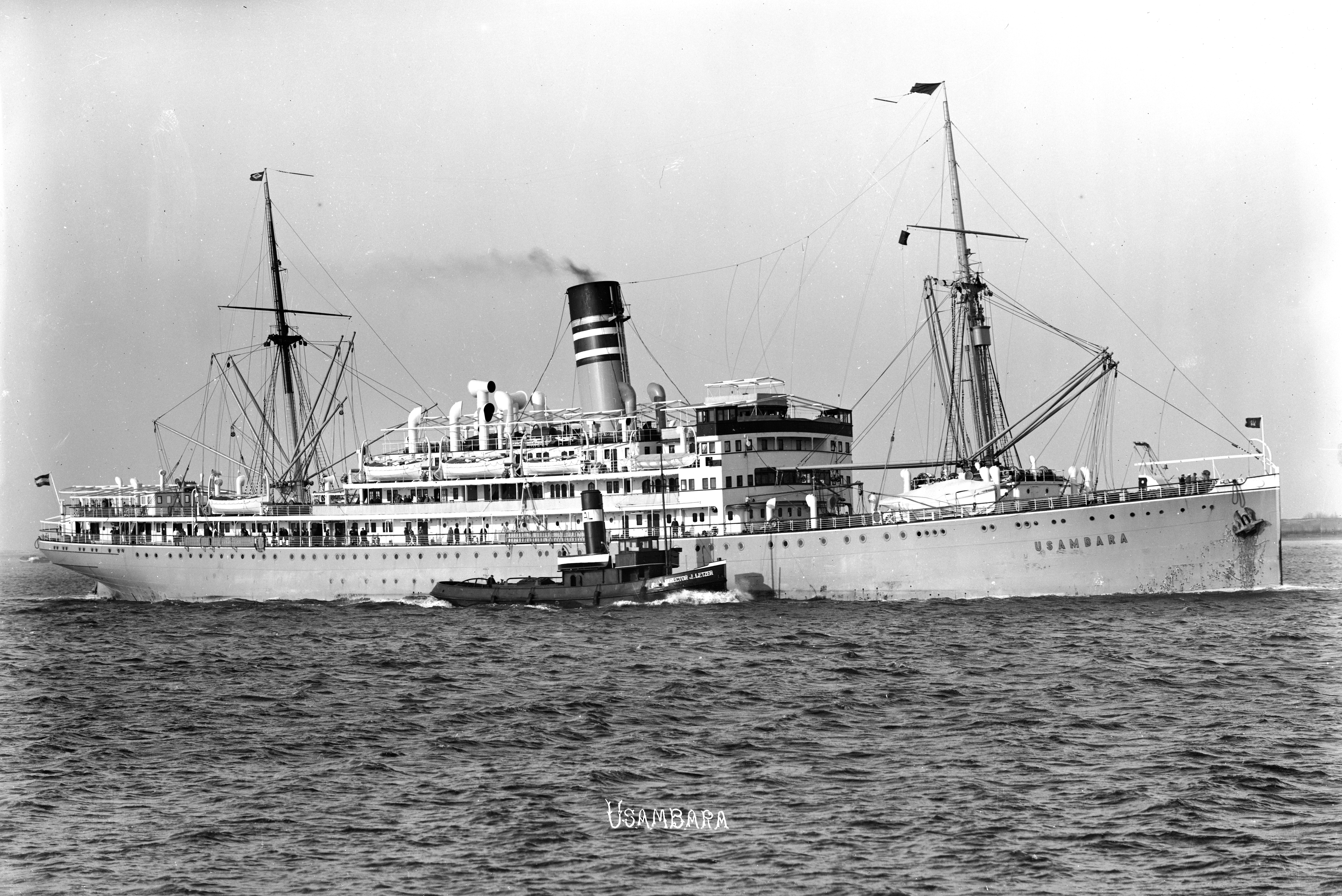
Die Usambara, gebaut 1923

1888 ließ die Reichsregierung von Adolph Woermann Pläne zur Einrichtung eines Liniendienstes nach Ostafrika ausarbeiten, da die bestehenden Verkehre von britischen Linien dominiert wurden. Im folgenden Jahr genehmigte der Reichstag eine solche Linie und im Januar 1890 begann der Reichskanzler nach einer deutschen Reederei für die Einrichtung einer über zehn Jahre mit jährlich 900.000 Mark subventionierten Linie nach Afrika zu suchen. Nachdem sich kein Unternehmen bereitfand, schrieb das Reich die Gründung einer entsprechenden Reederei aus. Am 19. April 1890 wurde die Deutsche Ost-Afrika-Linie mit einem Gründungskapital 6 Millionen Mark von einem Konsortium deutscher Banken und den Hamburger Kaufleuten Adolph Woermann, F.Laeisz, August Bolten, sowie Hansen & Co. gegründet. Die Geschäftsführung übernahm Carl Woermann mit seinem Vater Adolph Woermann als Aufsichtsratsvorsitzendem. Mit zwei angekauften Dampfern der Woermann-Linie, der Reichstag und der Bundesrath, begann die Linie am 23. Juli 1890 ihren Betrieb.
Mit dem Abschluss des Reichspostdampfervertrages von 1890 verpflichtete sich die Deutsche Ost-Afrika-Linie auch dazu, zwei Küstenlinien an der ostafrikanischen Küste einzurichten. Daraus entstand der Küstendienst der Deutschen Ost-Afrika-Linie.
Die ersten Betriebsjahre der DOAL gestalteten sich nach der britischen Übernahme von Sansibar im November 1890 und zwei Schiffsverlusten in den ersten drei Jahren recht schwierig. Bis 1894 wurde das Fahrtgebiet bis nach Südafrika erweitert und erstmals schwarze Zahlen geschrieben. Im Jahr 1900 wurde der Subventionsvertrag mit jährlichen Subventionen von 1,35 Millionen Mark um 15 Jahre verlängert und das Aktienkapital auf 10 Millionen Mark erhöht. 1901 folgte eine Anleihe über fünf Millionen Mark, um weitere Schiffe zu bauen.
Bis 1907 folgten wieder schwierigere Jahre, da neue Mitbewerber auf den Plan traten und die britischen Linien verstärkte Konkurrenz ausübten. Die Deutsche Ost-Afrika-Linie und die Woermann-Linie gingen daraufhin auf ein Angebot Albert Ballins ein, eine Betriebsgemeinschaft mit der HAPAG zu schließen. Die HAPAG und Woermann beteiligten sich am Betrieb der Deutschen Ost-Afrika-Linie und stellten jeweils ein, bzw. zwei Schiffe für eine Erweiterung der Linie um Südafrika nach Westafrika ein. Die Woermann-Linie war in den Gemeinschaftsdienst eingebunden und im Jahr 1908 trat auch die Hamburg-Bremer Afrika-Linie mit ein. Die vermehrten Abfahrten sorgten so für eine Verbesserung des Geschäfts.
Nach dem Tod von Adolph Woermann im Jahr 1911 übernahm Eduard Woermann seine Nachfolge. Anfang 1914 war die DOAL mit 31 Seeschiffen von insgesamt 104.380 BRT die zehntgrößte deutsche Reederei unmittelbar nach der eng verbundenen Woermann-Linie. Der 1915 auslaufende Subventionsvertrag von 1900 erhielt infolge des Krieges keine Verlängerung. 1916 verkaufte Woermann die Woermann-Linie und die Deutsche Ost-Afrika-Linie an ein Konsortium aus HAPAG, Norddeutschem Lloyd und Hugo Stinnes. Durch den Ersten Weltkrieg und den Versailler Vertrag verlor das Unternehmen sämtliche Schiffe.
Die Stinnes-Anteile wurden 1921 von HAPAG und NDL übernommen. 1922 fusionierten die Woermann-Linie und die DOAL, die seit 1916 Arnold Amsinck als gemeinsamen Vorstand hatten, praktisch, obwohl sie juristisch selbständig blieben. 1927 schrieb man den Deutschen Afrika-Dienst-Vertrag von 1907 um weitere 20 Jahre fort und gelangte in den folgenden Jahren kurzzeitig in ruhigeres Fahrwasser. Ein Jahr nach der Machtergreifung durch die NSDAP wurde 1934 eine Neuordnung der deutschen Schifffahrt durchgeführt, in der die großen Schifffahrtskonzerne aufgeteilt wurden. Die HAPAG und der Norddeutsche Lloyd mussten ihre Anteile an der Woermann Linie und der Deutschen Ost-Afrika-Linie an das Deutsche Reich abgeben. Auch ihre im Afrikadienst beschäftigten Schiffe gingen in den Besitz der neugegründeten „Deutsche Afrika-Linien“ über.
1941 veräußerte das Reich diese Anteile an den Zigarettenfabrikanten Philipp F. Reemtsma. Dieser verkaufte sie an den Reeder John T. Essberger, der die Deutsche Ost-Afrika-Linie nach dem Krieg als Deutsche Afrika-Linien fortführte, die Woermann-Linie aber nicht weiterbetrieb.

### Postdampfer der DOAL im „Rund um Afrika“-Dienst bis 1914
| Name          | Bauwerft                 | BRT  | Länge [m] | Passagiere | Stapellauf i. D. DOAL | weiteres Schicksal |
| ------------- | ------------------------ | ---- | --------- | ---------- | --------------------- | --- |
| Kronprinz     | Blohm & Voss Nr. 140     | 5645 | 125.3     | 188        | 10.04.1900 30.06.1900 | Zwischendeck für 116 Mann. 1914 in Lourenco Marques Schutz gesucht, von Oktober 1916 bis Ende 1917 als Lazarettschiff genutzt. 1918 wurde die in Quelimane umbenannte als Transporter in den Dienst der Portugiesischen Marine übernommen, 1927 verschrottet. |
| Kurfürst      | Reiherstiegwerft Nr. 407 | 5654 | 125,2     | 270        | 9.07.1901 13.10.1901  | 6. Mai 1904 auf Heimreise vor portugiesischer Küste nach Auflaufen gesunken |
| Bürgermeister | Flensburger SG Nr. 210   | 5945 | 125,3     | 250        | 27.02.1902 19.06.1902 | 1914 in Hamburg, 1919 an Frankreich ausgeliefert: Macoris 1935 Abbruch |
| Prinzregent   | Blohm & Voss Nr. 164     | 6341 | 126,8     | 175        | 10.01.1903 6.04.1903  | Zwischendeck für 120 Mann, 1914 nach Teneriffa, 1919 an Frankreich ausgeliefert: Cordoba 1932 Abbruch |
| Feldmarschall | Reiherstiegwerft Nr. 410 | 6142 | 126,7     | 268        | 21.02.1903 24.06.1903 | Zwischendeck für 120 Mann, 1914 in Daressalam, 17. August 1915 durch Geschützfeuer der Hyacinth beschädigt, 1916 von den Briten repariert und als Field Marshall in Dienst, 1922 Verkauf nach China, 1947 gesunken                                            |
| Admiral       | Blohm & Voss Nr. 178     | 6341 | 126,8     | 264        | 25.06.1905 23.09.1905 | Zwischendeck für 106 Mann, 1914 in Lourenco Marques Schutz gesucht, 1916 durch Portugal beschlagnahmt: Lourenco Marques, 1950 verschrottet |
| Prinzessin    | Blohm & Voss Nr. 182     | 6387 | 126,8     | 298        | 23.12.1905 20.04.1906 | 1914 in Hamburg, 1919 ausgeliefert, erst unter britischer Flagge, 1921 an Frankreich: General Voyron, 1934 verschrottet |
| General       | Blohm & Voss Nr. 203     | 8063 | 136,9     | 283        | 13.07.1910 25.02.1911 | Zwischendeck für 70 Mann, 1914 Messina, dann Smyrna, Konstantinopel, Wohn-, Lazarett- und Hilfsschiff der den Türken zur Verfügung gestellten deutschen Mittelmeerdivision, 1918 in Odessa durch Frankreich beschlagnahmt: Azay le Rideau, 1937 verschrottet  |
| Tabora        | Blohm & Voss Nr. 211     | 8022 | 136,9     | 316        | 18.04.1912 29.06.1912 | 1914 Daressalam, 23. März 1916 durch britische Schiffe versenkt |
| Kigoma        | Reiherstiegwerft Nr. 451 | 8156 | 137,0     | 310        | 30.01.1914 28.04.1914 | 1914 Ausmarsch abgebrochen und zurück nach Hamburg, 1919 ausgeliefert, erst unter britischer Flagge, 1921 an Frankreich: Algeria, 1922 Ankauf durch Hapag, umbenannt in Toledo, 1927 wieder im Afrikadienst, 1934 verschrottet                                |

### Dampfer der DOAL im „Afrika“-Dienst 1930er Jahre
Auch in den Jahren der Weltwirtschaftskrise bediente man Afrika auf zwei Strecken. Einmal „via Kap“ und einmal „via Suez“. Endpunkt war jeweils Lourenço Marques in Portugiesisch-Ostafrika. Eingesetzt wurden bis Anfang 1931 sechs, danach nur noch fünf Afrika-Turbinenschiffe, erbaut in den 1920er Jahren von Blohm & Voss, die im etwa dreiwöchigen Turnus die Strecken befuhren.
- Adolph Woermann
- Njassa (Schwesterschiff der Adolph Woermann)
- Toledo, bis 1931
- Tanganjika, 1936 verkauft
- Ubena (fast baugleich mit dem Schwesterschiff Watussi)
- Urundi
- Usambara (Schwesterschiff der Adolph Woermann)
- Ussukuma (fast baugleich mit dem Schwesterschiff Wangoni)
- Wangoni
- Watussi